# Tuyên ngôn Tháng Mười

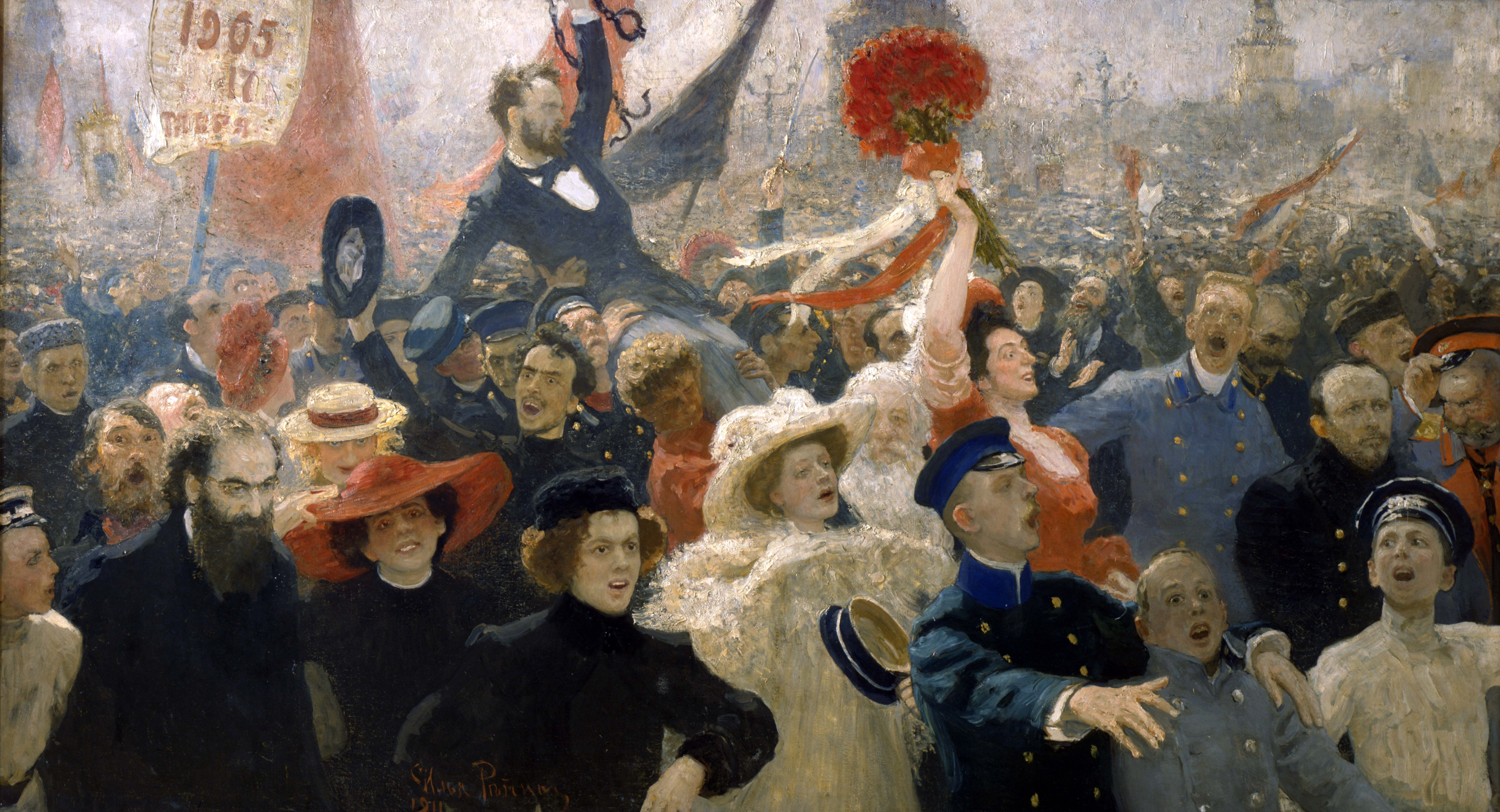
Ngày 17 tháng 10 năm 1905 qua nét vẽ của Ilya Repin
(Bảo tàng Nga. St. Petersburg)

Tuyên ngôn Tháng Mười (tiếng Nga: Октябрьский манифест, Манифест 17 октября), chính thức "Tuyên ngôn Tối cao về việc Cải thiện Trật tự Nhà nước", (Манифест об усовершенствовании государственного порядка), là văn bản tiền đề của Hiến pháp Đế quốc Nga được thông qua năm 1906. Tuyên ngôn được ban hành bởi Sa hoàng Nicholas II (1868–1918, cai trị 1894–1917), dưới sức ép của Sergei Witte (1849-1915), ngày 30/10 [lịch cũ 17/10] năm 1905 như một câu trả lời cho Cách mạng Nga năm 1905.  Nicholas cố gắng chống lại ý tưởng này, nhưng đã nhượng bộ sau lựa chọn đầu tiên của mình để lãnh đạo một chế độ độc tài quân sự, Đại công tước Nicholas, đe dọa sẽ tự bắn vào đầu mình nếu Sa hoàng không chấp nhận đề nghị của Witte. Nicholas miễn cưỡng đồng ý và ban hành Tuyên ngôn Tháng Mười, hứa hẹn các quyền dân sự cơ bản và một quốc hội được bầu gọi là Duma. Theo hồi ký của mình, Witte đã không buộc Sa hoàng ký Tuyên ngôn Tháng Mười, mà được tuyên bố ở trong tất cả các nhà thờ..

## Bối cảnh
Trong khi Pháp, Anh và Hoa Kỳ đã chọn nền dân chủ dưới hình thức này hay hình thức khác, riêng Đế quốc Nga vẫn duy trì chính quyền chuyên chế phong kiến, đứng đầu là Sa hoàng. Nga vào đầu những năm 1890, dưới sự chỉ đạo của Bộ trưởng Tài chính Sergei Witte, đã bắt tay vào một chương trình  công nghiệp hóa do nhà nước lãnh đạo thông qua đầu tư nước ngoài và áp dụng thuế quan. Tuy nhiên, sự tăng trưởng nhanh chóng trong ngành công nghiệp trong giai đoạn này không được đáp ứng bởi cuộc cải cách chính trị, khiến một tầng lớp lao động mở rộng trở nên bất mãn nghiêm trọng. Tuy nhiên, nông dân vẫn chiếm 80% dân số và mặc dù cuộc giải phóng nông nô, các vấn đề nông nghiệp vẫn được chú ý. Nga, vẫn là một quốc gia với nền kinh tế chủ yếu là nông nghiệp, đã tạo ra các vấn đề kinh tế và xung đột giữa các tầng lớp xã hội khác nhau, cũng như chính quyền chế độ chuyên chế Nga. Cuộc xung đột đã lên đến đỉnh điểm trong những tháng trước tháng 10 năm 1905, được biết tới Cách mạng Nga 1905. Vào ngày 22 tháng 1 năm 1905, những người biểu tình ôn hòa đã cố gắng đưa đơn thỉnh cầu lên Sa hoàng, như một cách truyền thống.  Tuy nhiên, cuộc biểu tình này đã bị dập tắt dữ dội bên ngoài cung điện mùa đông khi lính canh được lệnh bắn vào người biểu tình. Kết quả sự đàn áp dữ dội cuộc biểu tình được gọi là "Chủ nhật đẫm máu". Phản ứng dữ dội trước cuộc đàn áp làm gia tăng căng thẳng trên khắp nước Nga. Bất ổn trong nhân dân Nga gia tăng, hàng ngàn người đã từ chối đi làm và các cuộc tổng đình công làm tê liệt Đế chế. Bất ổn cuối cùng đã lan đến vùng nông thôn Nga, nơi nông nô bắt đầu đốt cháy điền trang của địa chủ khi người dân Nga nổi dậy chống lại chế độ chuyên chế. Với việc liên lạc, vận chuyển và dịch vụ công cộng của Nga bị tê liệt bởi các cuộc đình công, Nicholas II đã buộc phải hành động trước khi ông mất hoàn toàn quyền lực. 

## Sự phản đối của Nicholas II đối với cải cách
Mặc dù Nga đang ở thế bế tắc lớn với các cuộc nổi dậy bạo lực khủng bố quốc gia, Nicholas II vẫn phản đối bất kỳ cải cách nào liên quan đến việc hạn chế chế độ chuyên chế. Nicholas cảm thấy rằng đó không phải là nơi để giới hạn hệ thống do tổ tiên của ông đã tạo ra Nicholas không thể tự hiểu rằng người dân Nga muốn hạn chế quyền lực của ông, thứ mà ông sử dụng để chống lại họ. Sự phản đối này đối với cải cách dĩ nhiên được cho là do ông luôn muốn giữ quyền lực cai trị độc tài. 

## Tuyên ngôn
Tuyên ngôn Tháng Mười đề cập đến sự bất ổn trên toàn Đế quốc Nga và cam kết cấp các quyền tự do dân sự cơ bản, bao gồm 
- Cấp cho dân chúng những nền tảng thiết yếu của quyền tự do dân sự dựa trên các nguyên tắc bất khả xâm phạm thực sự của con người, tự do tín ngưỡng, lời nói, hội họp và lập hội.
- Không hoãn các cuộc bầu cử theo lịch trình với Duma Quốc gia, phải thừa nhận sự tham gia Duma (có thể triệu tập trong thời gian ngắn còn lại trước thời gian dự kiến triệu tập) của tất cả các tầng lớp dân số hiện bị tước quyền bầu cử; và để lại sự phát triển hơn nữa của một đạo luật chung về bầu cử cho trật tự lập pháp trong tương lai.
- Thiết lập như một quy tắc không thể phá vỡ, sẽ không có luật nào có hiệu lực mà không có sự xác nhận của Duma quốc gia và các đại diện dân cử sẽ được đảm bảo cơ hội tham gia giám sát tính hợp pháp của các hành động của các quan chức được chỉ định.
- Tuyên ngôn cũng giới thiệu quyền bầu cử phổ thông ở Nga, vốn phổ biến ở một số nước phương Tây, như Pháp, Đức và Hoa Kỳ.

Tài liệu này, mặc dù trao các quyền cơ bản cho người dân Nga, nhưng không đảm bảo rằng chính phủ Nga sẽ hoạt động theo cách dân chủ. Thay vào đó, Tuyên ngôn chỉ tuyên bố rằng người dân hiện có các quyền cơ bản và có tiếng nói trong pháp luật.
Điều khoản tự do tôn giáo đã làm phẫn nộ Giáo hội Chính thống Nga vì nó cho phép mọi người chuyển sang đạo Tin lành, mà họ tố cáo là dị giáo.

## Duma
Một điều khoản của Tuyên ngôn là việc thành lập một cơ quan lập pháp ở Nga, nhằm mục đích hạn chế quyền lực chuyên chế có lợi cho người dân Nga. Cơ quan lập pháp được gọi là Duma. Một lỗ hổng lớn của Duma là Sa hoàng duy trì quyền phủ quyết bất kỳ luật pháp nào mà ông muốn. Duma cũng bị suy yếu do ảnh hưởng của bộ máy quan liêu Nga, cũng như việc có thể bị Nicholas giải tán nếu ông và Duma không thể đạt được thỏa thuận.

## Đối lập
Tuyên ngôn Tháng Mười đối lập với quyền lực của Hoàng đế. Đảng Dân chủ lập hiến đã được xoa dịu bởi ý tưởng có quyền tự do ngôn luận và một chính phủ đại nghị, và Liên minh 17 Tháng Mười (còn được gọi là Octobrists, tên đảng dựa theo Tuyên ngôn Tháng Mười). Những người Marxists, cho rằng Nicholas chỉ nhượng bộ một phần nhỏ, Duma chỉ là cái vỏ dân chủ với việc lập pháp phải thông qua Sa hoàng và tự do ngôn luận bị kiểm soát chặt chẽ

## Tác động
Tuyên ngôn hưởng được thành lợi trong thời gian ngắn ngủi. Các cuộc đình công và phần lớn bạo lực đã kết thúc gần như ngay khi Tuyên ngôn được công bố. Sự ủng hộ bao trùm cả quốc gia khi mọi người nhận ra tự do mới được tìm thấy và ý tưởng có đại diện trong chính phủ. Bản tuyên ngôn này cũng đã thành  lập lên Octobrists.
Tuy nhiên, sau thắng lợi của Tuyên ngôn là sự tiếp nối quay trở lại chu kỳ đình công và bạo lực khi chế độ chuyên chế dần khẳng định lại sức mạnh của mình. Trong vài tháng, các vụ hành quyết đã lên tới hơn một ngàn. Chính phủ bắt đầu đàn áp các đảng chính trị; đến năm 1906-1907, phần lớn nước Nga đã thiết quân luật. Có vẻ như thay vì là một cuộc cải cách, bản tuyên ngôn chỉ là một mưu đồ của Nicholas để giành lại quyền kiểm soát Nga.